# Filippo Del Torre
Filippo Del Torre (1er mai 1657 à Cividale del Friuli, Italie - 25 février 1717 à Rovigo, Italie) est un archéologue et numismate italien ainsi qu'un ecclésiastique catholique, évêque d'Adria de 1702 à 1717. C'était « l'un des hommes les plus renommés d'Italie pour sa connaissance des anciens monuments ».
Ordonné prêtre en avril 1689, il occupe différents postes dans la hiérarchie catholique et est finalement nommé évêque d'Adria en 1702, poste qu'il occupe jusqu'à sa mort.

## Biographie

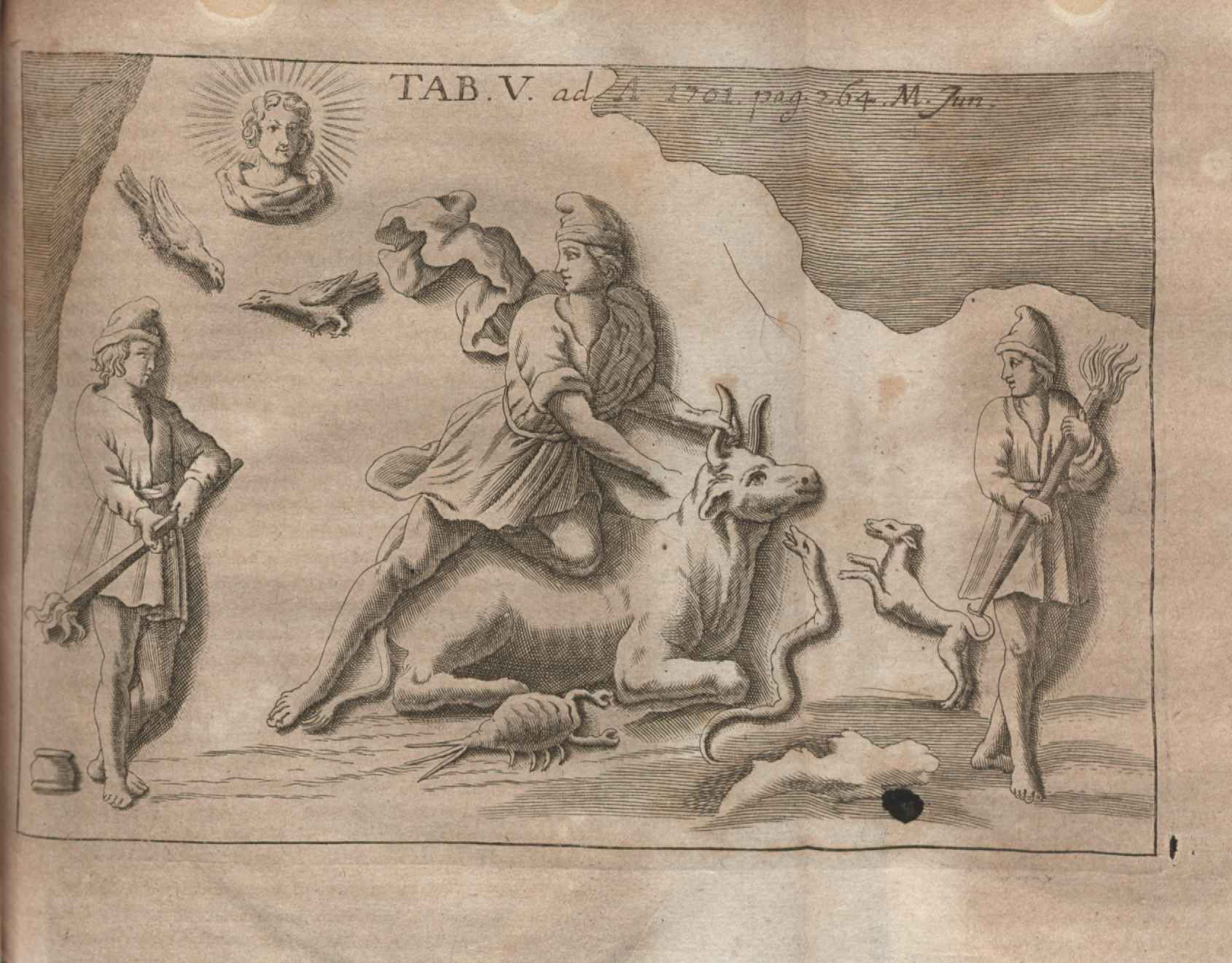
Illustration de la revue du Monumenta veteris Antii hoc est inscriptio M. Aquilii et tabula solis Mithrae variis figuris & symbolis exsculpta publiée sur Acta Eruditorum, 1701

Filippo Del Torre naît le 1er mai 1657 à Cividale del Friuli en Italie. Il étudie la jurisprudence à l'Université de Padoue et fut reçu docteur en 1677. Il allait débuter au barreau, lorsque ses parents l’engagèrent à succéder à son oncle, qui jouissait d’un riche bénéfice. Le jeune avocat consentit à devenir chanoine, et il se tourna vers l’étude des antiquités, dont le goût lui avait été inspiré par son maître Ottavio Ferrari. Ayant un jour entendu parler des trésors cachés dans les archives de son chapitre, il lui prit fantaisie de les fouiller : mais, peu versé dans la paléographie, et désespérant de trouver des moyens d’instruction dans une ville de province, il résolut de passer à Rome, en 1687. Il s’y fit bientôt un nom, par ses connaissances historiques. Admis aux réunions du collège de la Propagande, il y prononça un discours pour réfuter quelques assertions du cardinal Baronius sur l’Église d’Aquilée. Cette dissertation fixa sur ce jeune ecclésiastique l’attention du cardinal Imperiali, qui l’emmena avec lui à Bologne, en qualité d’auditeur. Ces fonctions contrarièrent les études de Torre ; mais elles le placèrent dans une carrière qui devait le conduire aux honneurs. Après six années d’absence, il revint à Rome, et il y donna l’explication de deux marbres sortis des fouilles du port d’Antium. Le premier était une inscription en honneur d’un certain Marcus Aquilius, dont le nom et le caractère public étaient également inconnus. Le second, qui représentait un sacrifice de Mithra, fournit à l’auteur l’occasion d’éclaircir divers points relatifs à la religion des anciens Persans. Il remarqua, par exemple, que chez eux la fête de Mithra était célébrée au jour consacré par les Chrétiens à la naissance de Jésus-Christ. On sait quelles fausses conséquences Dupuis a ensuite tirées de ce rapprochement. L’ouvrage de Torre contenait aussi des notes sur le dieu Belenos, et quelques autres recherches sur l’ancienne Aquilée. Il était terminé par une Dissertation sur les Frères ruraux (Fratres arvales), institués par Romulus, pour obtenir du ciel des récoltes abondantes. Cette publication étendit la réputation de Torre. Le pape Innocent XII se disposait à l’en récompenser, lorsqu’il mourut, laissant à son successeur le soin de s’acquitter de ce devoir. Le cardinal Albani, en montant sur le trône pontifical, ordonna la révision des épactes pour la correction des Tables pascales. Il nomma une commission chargée de faire de nouvelles observations sur le mouvement des astres, et d’examiner les dispositions du Concile de Nicée et de Grégoire XIII, sur la réformation du calendrier. Cette congrégation, composée de douze membres, parmi lesquels figurait Torre, était présidée par le cardinal Noris, qui avait fait choix de Bianchini et de Maraldi pour tracer une méridienne à Sainte-Marie des Anges. Tout faisait présager un heureux résultat, lorsque la Guerre de Succession d'Espagne et les troubles excités en France par la bulle Unigenitus appelèrent ailleurs l’attention de la cour de Rome. On proposa alors à Torre d’accepter la place de légat auprès de l’empereur de la Chine. L’idée de visiter des régions lointaines le séduisit d’abord ; mais, découragé par la longueur du voyage et par la faiblesse de sa constitution, il fut assez heureux pour échapper, par un refus, aux dangers de cette mission. On l’en dédommagea par l’évêché d’Adria, auquel il fut élevé le 6 février 1702. Ses nouveaux devoirs, qu’il remplissait avec un zèle exemplaire, ne l’empêchèrent pas de se livrer à l’étude. Il expliqua une inscription trouvée près de Lyon, en 1703, et qui lui avait été communiquée par le P. Charmier, jésuite. Elle était d’autant plus intéressante, qu’elle faisait remonter de quinze ans la chronologie connue des Tauroboles, et qu’elle dévoilait en même temps les noms de deux consuls, jusqu’alors ignorés. A cette dissertation en succéda une autre sur un médaillon grec d’Annia Faustina, conservé dans le musée de Tiepolo, à Venise. On disputait déjà sur une date du règne d’Héliogabale, lorsqu’une lettre de Torre, publiée à son insu par les journalistes d’Italie, rendit les débats plus animés. Si, d’après un passage de Dion (livre LXXIX), cet empereur ne régna que trois ans neuf mois et quatre jours, comment serait-il parvenu à la cinquième puissance tribunitienne, que quelques médailles lui attribuent ? Torre supposa d’abord que la première de ces magistratures avait été datée par anticipation ; ce qui n’était pas sans exemple, puisque César, Auguste et Justin le Jeune en avaient agi à-peu-près de même. Mais, pressé par les arguments de ses adversaires, il imagina qu’Héliogabale, proclamé empereur le 16 mars 218, et devant entrer dans la cinquième puissance tribunitienne le 16 mars 222, avait fait frapper d’avance les médailles que l’on devait jeter au peuple le jour du congiarium : s’il avait été tué six jours plus tôt, les pièces n’en existaient pas moins ; ce qui expliquait comment il se fait que l’on en trouve avec l’indication d’un événement qui n’eut pas lieu. Mais tout en accordant cette prévoyance, est-il probable qu’après la mort d’Héliogabale, on ait osé mettre en circulation des espèces à son effigie ? L’abbé Vignoli, en produisant un monument synchronique, connu sous le nom de chaire de saint Hippolyte, détermina l’époque de l’élévation au trône d’Alexandre Sévère ; et par cette donnée historique, il fixa la mort de son prédécesseur Héliogabale au 16 mai 222. D’un autre côté, le P. Virginio Valsecchi soutenait que cet empereur, voulant passer pour le fils de Caracalla, et faire regarder les quatorze mois du règne de Macrin comme un temps d’usurpation, avait commencé à dater son empire du jour de la mort de Caracalla, ce qui placerait la sienne au 11 juillet 222. Comme on avait révoqué en doute la double élection de Justin, Torre écrivit un second Mémoire afin de justifier cette assertion, dont il s’était servi pour rendre croyable la cinquième puissance tribunitienne d’Héliogabale. La question fut loin d’être décidée ; et de nouvelles publications de la part de Vignoli et de Valsecchi la rendirent encore plus difficile à résoudre. Ce qui doit étonner dans Mgr. del Torre, c’est la variété de ses connaissances positives. En sortant de cette discussion, dans laquelle il avait tâché d’éclaircir un des points les plus difficiles de la chronologie ancienne, il examina un phénomène d’optique, donna une description détaillée d’un enfant et d’un poulet monstrueux, se remit à son ami Vallisneri pour combattre le système de Boisregard sur la génération des vers dans le corps humain, et écrivit une lettre au marquis Giovanni Poleni, à l’occasion de l’éclipse du 3 mai 1715. Cette dernière dissertation, dans laquelle l’évêque d’Adria abordait une question qui avait embarrassé les académiciens de Paris, en 1706, tendait à expliquer pourquoi le disque solaire, couvert pour 11⁄12 par la Lune, conservait encore un éclat plus fort que sa douzième partie ne devait en répandre. Torre mourut le 25 février 1717 à Rovigo, chef-lieu de son diocèse.

## Œuvres
- (la) Monumenta veteris Antii hoc est inscriptio M. Aquilii et tabula solis Mithrae variis figuris & symbolis exsculpta, Rome 1700 et 1714, in-4°, fig. La seconde édition est plus complete que la première ; insérée par Burmann dans le t. VIII de son Thesaurs rerum italicarum.
- (la) Taurobolium antiquum Lugduni anno 1704 repertum, cum explicatione, inséré pár Sallengre dans le t. II du Thesaurus novus antiquitatum romanarum, et par Le Clerc, dans sa Biblioth. choisie, XVII, 167-185.
- (la) De annis imperii M. Aurelii Antonini Elagabali et de initio imperii, ac duobus consulatibus Justini Junioris, Padoue, 1713, in-4°, et Venise, 1741, avec la Vie de l'auteur par Fontanini.
- (it) Lettera intorno alla generazione de’ vermi, dans l’ouvrage de Vallisneri, intitulé : Nuove osservazioni ed esperienze intorno all’ovaja, etc., Padoue, 1713, in-4°.
- (la) De quadam tela, quæ non comburitur, dans le Diarium italicum de Montfaucon, page 450. C'est une dissertation sur une toile d’amiante trouvée dans un tombeau, à Rome.
- (la) Philippi a Turre Dissertationes de Beleno, et aliis quibusdam Aquilejensium diis : ac de colonia Forojuliensi. Addita sunt fragmenta inscriptionum fratrum Arvalium recèns in agro romano effossa, ut & plures inscriptiones Aquilejenses, aliaeque in variis provinciae Forojuliensis locis extantes.